# تسلسل وسم معبر عنه

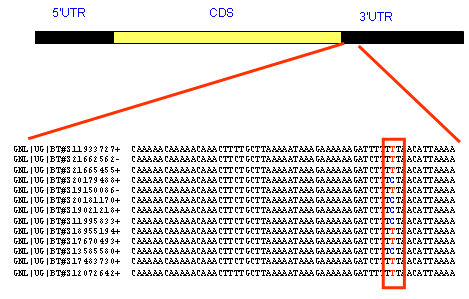

تسلسل وسم معبر عنه (بالإنجليزية: expressed sequence tag)‏ واختصارا (EST) هو تسلسل دنا متمم قصير يُستخدم لتحديد نُسَخِ الجين وهو وسيلة مفيدة في اكتشاف الجينات وتحديد تسلسلاتها. سار تحديد وتعريف الوسوم المعبر عنها بشكل سريع حيث يتواجد حوالي 74.2 مليون وسم في قواعد البيانات العامة.
ينتج الوسم المعبر عنه من سَلسَلة واحدةٍ لدنا متمم مستنسخ. الدنا المتمم المستخدم في توليد الوسوم المعبر عنها عادة ما تكون استنساخات فردية من مكتبة الدنا المتمم. التسلسل الناتج هي قطعة منخفضة الجودة نسبيا والتي يكون طولها محدودا بسبب التكنولوجيا الحالية في حوالي 500-800 نوكليوتيد. لأن هذه المستنسخات تتكون من دنا مكمل للرنا الرسول، تمثِّل الوسوم المعبر عنها أجزاء من الجينات المعبر عنها، ويمكن إيداعها في قواعد البيانات إما بصفتها تسلسل دنا متمم أو رنا رسول أو المتمم العكسي للرنا الرسول (السلسلة القالب).
يمكن مَوْضَعَة (تحديد موضع) الوسوم المعبر عنها إلى صبغي محدد باستخدام تقنيات الموضعة الجينية، مثل موضعة الإشعاع الهجينة (en)، موضعة هابي (en) أو الموضعة بالتهجين الموضعي المتألق. من ناحية أخرى، إن كان جينوم الكائن هو مصدر الوسم المعبر عنه وكان قد تم تحديد تسلسل جيناته مسبقا، يمكن رصف تسلسل الوسم المعبر عنه مع ذلك الجينوم باستخدام الحاسوب.
الفهم الحالي لمجموعة جينات الإنسان (منذ 2006) يشمل تواجد الآلاف من الجينات استنادا فقط على أدلة تسلسل الوسم المعبر عنه. في هذا السياق، أصبحت الوسوم المعبر عنها أداة لتنقيح النسخ المتوقَّعَة من تلك الجينات، والتي تؤدي إلى توقع البروتينات الناتجة عنها وفي النهاية وظيفة هذه البروتينات المتوقعة. علاوة على ذلك، الوضعية التي تم الحصول من خلالها على هذه الوسوم (نسيج، عضو، حالة مرض مثل السرطان) تعطي معلومة على الظروف التي كان ينشط فيها الجين المقابل. تحتوي الوسوم المعبر عنها معلومات كافية تسمح بتصميم المسبار الدقيق من أجل مصفوفات الدنا الدقيقة والتي يمكن استخدامها بعد ذلك لتحديد بروفايلات التعبير الجيني.
يستعمل بعض الكتاب مصطلح (EST) لوصف الجينات التي تتواجد عنها معلومات قليلة أو منعدمة باستثناء الوسم. في سنة 2007 راجع ناغاراج وزملاؤه أهمية الوسوم العبر عنها، خصائصها، طرق تحليل قواعد البيانات الخاصة بها وتطبيقاتها في مختلف مجالات علم الأحياء.